# Atlapetes leucopis
Atlapetes leucopis là một loài chim trong họ Emberizidae.